# Quercus kerangasensis
Quercus kerangasensis är en bokväxtart som beskrevs av Engkik Soepadmo. Quercus kerangasensis ingår i släktet ekar, och familjen bokväxter. Inga underarter finns listade.